# Hans Holm
Hans Holm, nemški general in vojaški zdravnik, * 4. februar 1891, Berlin, † 13. maj 1971, München.

## Življenjepis
Leta 1909 je opravil enoletni vojaški rok, nato pa je nadaljeval s študijem medicine na Akademiji cesarja Wilhelma. 
Med prvo svetovno vojno je bil sprva zdravnik v 165., nato pa v 26. pehotnem polku.
Po vojni je ostal v Reichswehru in nato v Wehrmachtu. 
Med drugo svetovno vojno je bil sprva divizijski zdravnik 18. pehotne divizije (1936–40), nato pa korpusni zdravnik 32. armadnega korpusa (1940), 15. armadnega korpusa (motoriziranega) (1940), 3. tankovske skupine (1940–42) in armadni zdravnik 3. tankovske armade (1942–44).
Do konca vojne je nato bil zdravnik Armadne skupine Južna Ukrajina, Armadne skupine Jug in Armadne skupine Ostmark.

## Odlikovanja
- nemški križec v srebru: 30. avgust 1944
- 1914 EK I
- 1914 EK II
- Hamburgisches Hanseatenkreuz
- Braunschweigisches Kriegsverdienstkreuz II. Klasse
- Braunschweigisches Kriegsverdienstkreuz I. Klasse
- Ehrenkreuz für Frontkämpfer
- Wehrmacht-Dienstauszeichnung IV. bis I. Klasse
- Spange zum EK II
- Kriegsverdienstkreuz II. Klasse mit Schwertern
- Kriegsverdienstkreuz I. Klasse mit Schwertern